# Loxosomella antedonis
Loxosomella antedonis är en bägardjursart som beskrevs av Ole Theodor Jensen Mortensen 1911. Loxosomella antedonis ingår i släktet Loxosomella och familjen Loxosomatidae. Inga underarter finns listade i Catalogue of Life.